# Province de Marbán
La province de Marbán est une des 8 provinces du département de Beni, en Bolivie. Son chef-lieu est la ville de Loreto.